# Nieuwsgierigheid
Dit artikel of overzicht is mogelijk incompleet; u kunt helpen door het uit te breiden.

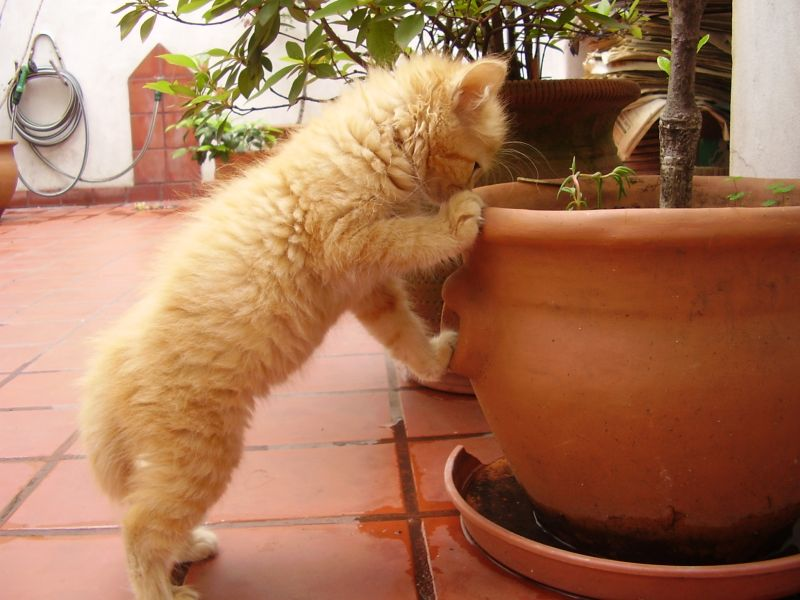
Nieuwsgierige kat

Nieuwsgierigheid is een natuurlijk onderzoekend gedrag dat voorkomt bij de mens en vele andere diersoorten, en is het emotionele aspect van levende wezens dat leidt tot verkenning, onderzoek, en leren. Met de term nieuwsgierigheid kan zowel het gedrag als ook de onderliggende emotie worden bedoeld.
Tegenovergesteld aan nieuwsgierigheid is neofobie, ofwel angst voor alles wat nieuw of onbekend is.